# Aeroportul Municipal Holbrook
Aeroportul Municipal Holbrook (IATA: HBK, FAA LID: P14) este un aeroport din Arizona, Statele Unite ale Americii ce deservește zona Holbrook. A fost numit după zona deservită.
Situat la o altitudine de 1.604 m, aeroportul dispune de 2 piste.

## Infrastructură

### Piste
Aeroportul dispune de 2 piste. Pista 03/21 are suprafața de asfalt și dimensiunile 6.698 picioare × 75 picioare. Pista 11/29 are dimensiunile 3.202 picioare × 120 picioare. 